# Baronía de Rialp (Lérida)
Baronía de Rialp (en catalán y oficialmente, La Baronia de Rialb) es un municipio español de la  provincia de Lérida, en la comarca catalana de la Noguera. El término está vertebrado alrededor del río Rialb en su tramo medio (Rialb Sobirà) y bajo (Rialb Jussà) y que se extiende desde el sur de la orilla izquierda del río Segre hasta la sierra de Grau de Moles, en el Cogulló de Sant Quiri (1355 m de altitud). La capital actual es Gualter; antiguamente era la Torre de Rialb.
El municipio forma parte de la comarca natural del Segre Mitjà que se enclava en el Prepirineo, donde deja las llanuras y se arrima a las montañas y los valles del Pirineo catalán occidental. Limita con las comarcas del Alto Urgel, al este (Peramola y Coll de Nargó); el Pallars Jussá, al noroeste (Isona y Conca Dellá); y con los municipios de Tiurana, Ponts y Artesa de Segre (la Noguera) por el sur y suroeste. De población dispersa y relieve accidentado, tiene el estatus de municipio de alta montaña.

## Historia

### Los orígenes

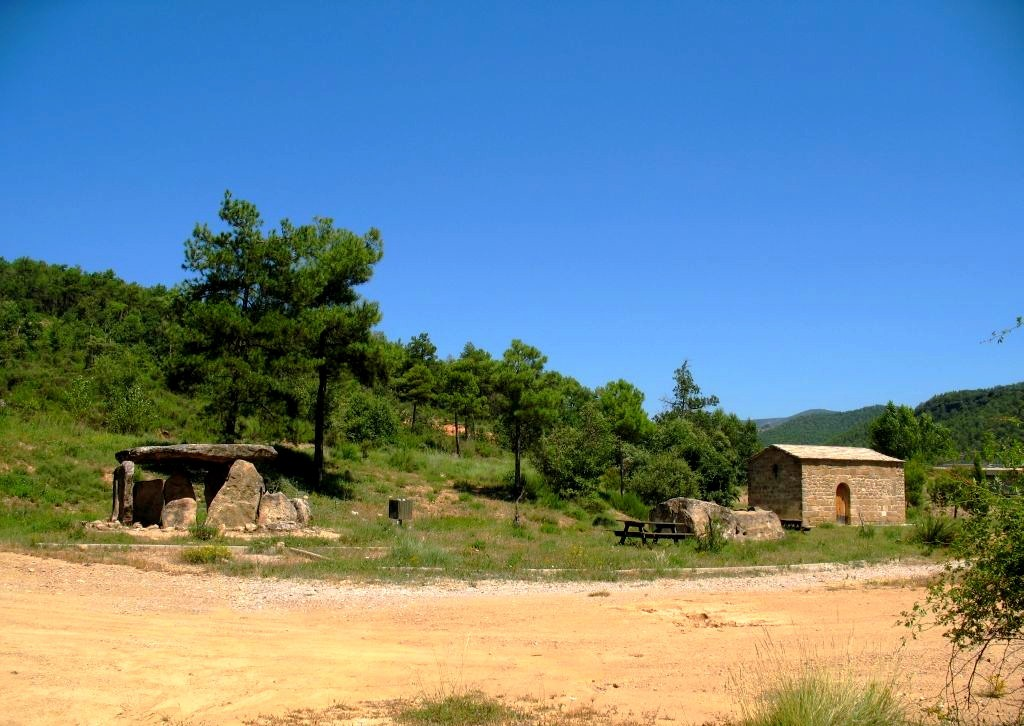
Emplazamiento actual del dolmen de Sòls de Riu (izquierda) y la ermita románica de Santa Eulalia de Pomanyons (s. XI) (derecha), en la Torre de Rialb (Rialb Jussà)

Los primeros vestigios de actividad humana que se encuentran en la zona del valle del Rialb son dos yacimientos prehistóricos. Cerca del Segre, en la denominada cueva de Vilaplana, se localizaron restos de material perteneciente a la Edad del Hierro y, en suelos más profundos, materiales de sílex, de piedra pulida y de cerámica primitiva correspondientes al neolítico. El otro yacimiento es el megalito o dolmen de Sòls de Riu, construido durante la Edad del Cobre, que es un testimonio del culto y de la veneración de los muertos.
Ciertamente el valle estaba poblado durante la invasión musulmana, aunque es probable que los pastores y agricultores conservasen la tradición o las costumbres cristianas de la época goda, por el hecho que en la toponimia no se encuentran vocablos de procedencia arábiga. A finales del siglo IX se produjeron los primeros intentos de ocupación cristiana, dentro del gran proyecto del conde Wifredo el Velloso, que tenía como objetivo el altiplano de la Segarra hasta las poblaciones de Tárrega y Agramunt. En el año 870 el conde de Barcelona también lo era del Urgel y la Cerdaña y no perdía de vista las tierras por donde transcurría el Segre. A la muerte de Wifredo y los contraataques musulmanes, la ocupación de Cataluña hizo una reculada y los objetivos de los condes de Barcelona y de Urgel se retardaron una centuria.
Según P. Pasqual en la primera mitad del siglo IX ya existía la casa de Sant Cristòfol en el castillo de Salinoves, pero las incursiones de los sarracenos llegaron hasta Montmagastre (razia de 1003) y parece ser que la iglesia de Doncell de San Cristofoll fue derruida, como lo indica el acta de consagración de la iglesia de Santa Cecilia de Elins (949), a la cual pertenecía Salinoves y dicha iglesia.

### El antiguo término y priorato de Gualter
El primer término municipal de Gualter en los siglos de la fundación del monasterio de Santa María era una partida del término de Ponts y, por lo tanto, no se incluía dentro las tierras del Rialb, que fue muy posteriormente. Gualter fue cedido al monasterio de Santa María de Ripoll por el conde Wilfredo el Velloso, que habría ocupado el sitio antes del 890. El 1079 era propietario del lugar el conde Ermengol IV de Urgel. El mismo conde, por ayudar a alzar el nuevo monasterio, cedió al abad de Ripoll la mitad de las primicias de los pueblos que había acabado de conquerir a los árabes y de los que ganase en adelante dentro la plana de Mascançà, a partir de la sierra de Almenar.
Los primeros intentos contundentes para erigir el monasterio se produjeron a partir de 1118, cuando se creó una cofradía de cleros y laicos por levantar el monasterio, que terminaba listo el 1207. Los condes de Urgel, en especial Ermengol VIII, continuaron favoreciendo el monasterio, que tenía un buen patrimonio. A pesar de todo, nunca no pasó de ser un pequeño priorato, que contaba únicamente con un prior, cuatro monjes y algunos sacerdotes beneficiados. En el siglo XV la vida monástica decayó mucho y el papa Clemente VIII lo suprimió totalmente el 1593 a fin de dotar con sus rentas el capítulo de Solsona. En adelante fue una simple iglesia parroquial.

### ElRialb Sobirày elRialb Jussà
El actual municipio es justamente la antigua unión de diferentes parroquias, pueblos o caseríos, masías, torres y hasta antiguos monasterios de historia y pasado diverso, unidos en tiempos modernos en un único y grande T.M.  Antiguamente se diferenciaba el término originario en dos partes: el Rialb Sobirà, que se refería a las tierras más altas y suficientemente alejadas del cauce del río Segre y, el Rialb Jussà, que englobaba las tierras más bajas y orientales, es decir, los núcleos urbanos o religiosos de la Torre, Politg, Sant Girvés, la Serra y la Oliva; también pertenecían las sufragáneas o pueblos de Miralpeix i la Cluella, que al formarse los municipios fueron agregados a Tiurana.
Noticia de la existencia y homologación de esta circunscripción se constata desde el acta de consagración, del siglo IX; entre las parroquias del Alto Urgel pone el Rialb y el otro Rialb; el capbreu (documento o libro diocesano) subsiguiente concreta mejor el topónimo mencionando el Rialb Sobirà y el Rialb Sotirà. Por otro lado, se puede afirmar que el Rialb Jussà estaba en un nivel socioeconómico superior al de otros lugares del Rialb, aunque todos se mostraban económicamente muy atrasados; se deduce de la pensión que abonaba de la décima beneficial (impuesto) el 1279; Pallerols en un plazo pagaba 9 sueldos y 3 dineros; Palau, 9 sueldos; Rialb Jussà, 23 sueldos en el mismo plazo.

### La fundación y los señores de la Baronia
La Baronia de Rialb propiamente dicha comprendía las entidades de población de la Torre, Palau, Pallerols, el Puig, Guardia, Sant Martí, la Oliva y el Cerdañés, mientras que el término de Bellfort formaba parte de la encomienda hospitalera de Sant Salvador de Isot, fusionada muy pronto con la de Susterris (Pallars Jussá); Doncell de San Cristofoll, que constituían la antigua dotación del cenobio de Sant Cristòfol de Salinoves, eran una propiedad del monasterio de Santa Cecília d'Elins, después de los canónigos de Castellbò y el 1685 la compró Joan Puig Moles y pasó a los Cluet; Gualter y su término eran un antiguo priorato benedictino filial de Ripoll y, después de 1592, fue unido al capítulo canonical de Solsona; y Vilaplana era un dominio del barón o señor de Tiurana. La fusión de todos estos lugares en el actual municipio se promovió en torno al 1840, como consecuencia de la Ley de Ayuntamientos aprobada en el congreso estatal.

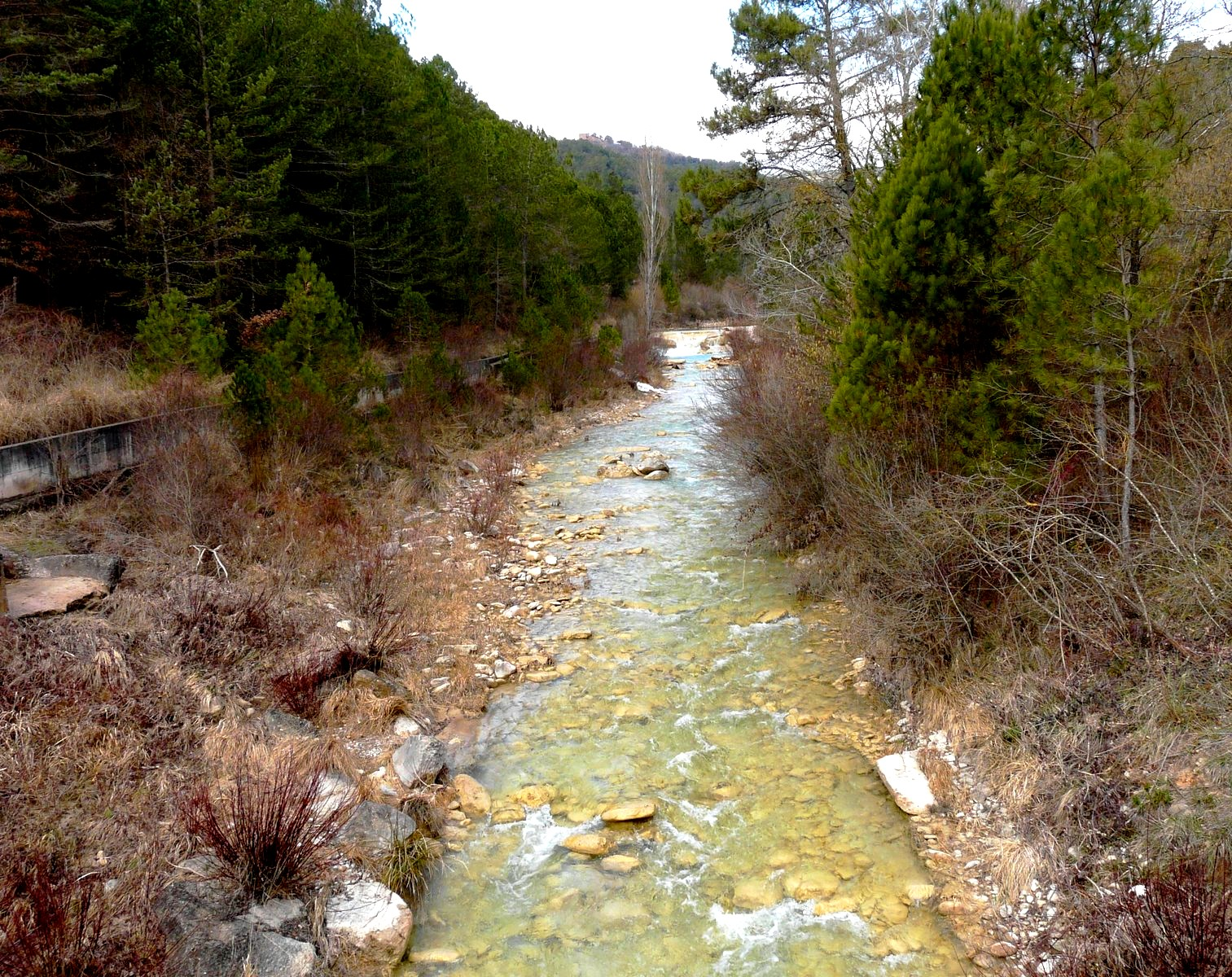
El río Rialb en su tramo medio, al Rialb Sobirà, al norte del T.M.

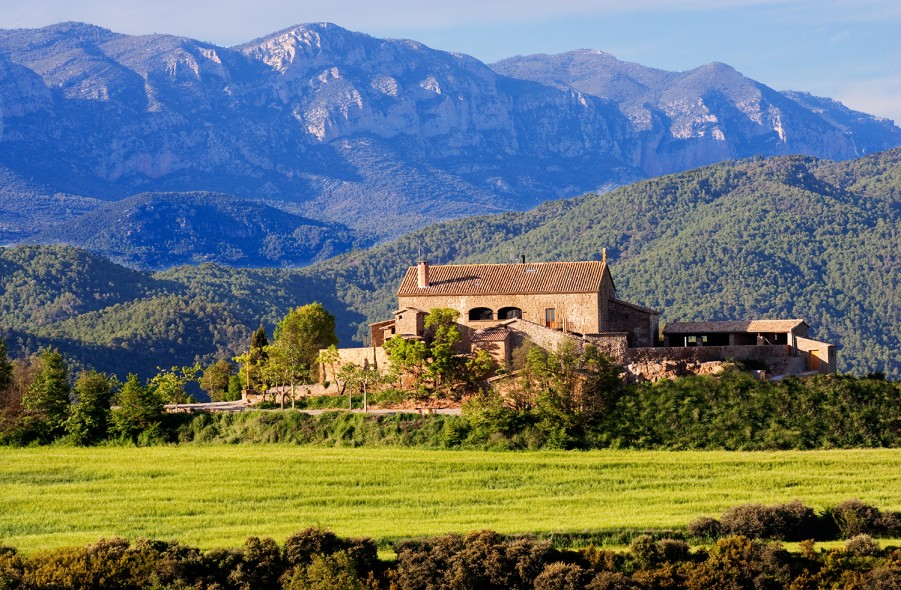
Alrededores de Guardia, cerca de Palau de Rialb; masía típica catalana del

El nombre de Baronia, parecido a las cercanas baronías de Sant Oïsme (Camarasa) o de Lavansa, proviene del hecho que buena parte de su término había constituido un antiguo término jurisdiccional o baronía, estructurada ya en el siglo XIV, que tuvo como primeros barones los Ribelles, seguidamente de otros como los Alentorn, Rocabertí, Casaldàguila, Pinós, Mercader, Sadurní, etc. La denominación de Rialb (o Riaup, como frecuentan los autóctonos), común en muchos otros rincones del término, proviene del río Alb o Rialb (de Rivo Albo en latín), es decir, el río blanco; en alusión a la coloración del lecho del río a causa de la sedimentación calcárea.

### El concepto montaña-refugio
Sobre las fortificaciones defensivas de la demarcación de la Baronia, los topónimos como la Bastida, Bellfort, Guàrdia, Guardiola o la Torre, son referencia inequívoca de antiguas turres o torres y fortificaciones, las cuales, conjuntamente con los castillos refugio de Rialb, Salinoves o Tarabau, estructuraban la red de protección y control del valle durante el periodo medieval.
Este viejo concepto de montaña-refugio se refiere al obstáculo natural de las complicadas y singulares comunicaciones del valle, un refugio formidable, especialmente en su parte alta, fisurada por estrechas torrenteras y barrancos casi infranqueables. Un concepto, éste, que restableció su vigencia en dos episodios de nuestra reciente historia colectiva: durante los años de la Guerra Civil del 1936-1939, cuando dicho marco geográfico sirvió de refugio y emparamento a numerosos fugitivos de la zona republicana, como previa etapa para llegar a Andorra y, posteriormente a la zona nacional; al cabo de un tiempo, si bien esta vez en sentido inverso, la Baronia sirvió como plataforma de operaciones de las partidas armadas de los maquis republicanos que procedentes del sur de Francia invadieron varios puntos de los Pirineos durante el 1944 y el 1945 para intentar combatir contra la dictadura franquista. Aquel invierno se arriesgaron a realizar una incursión esporádica a la población de Gualter.

## Demografía
Cuenta con una población de 231 habitantes (INE 2024).
| Gráfica de evolución demográfica de La Baronia de Rialb entre 1842 y 2021 |
| |
| Población de derecho según los censos de población del INE Población de hecho según los censos de población del INEEn este censo se denominaba Valle de Rialp, Jarras, Pallerol, Puig, Palau, Polig y La Torre: 1842 En estos censos se denominaba Baronía de Rialp: 1857, 1860, 1877, 1887, 1897, 1900, 1910, 1920, 1930, 1940, 1950, 1960, 1970 y 1981 Entre el censo de 1857 y el anterior, crece el término del municipio porque incorpora a 255049 (Bellfort), 255146 (Doncell de San Cristofoll), 255190 (Gualter), 255395 (Vilaplana) |

No consta información concreta de la población del valle de antes del siglo XIV y es de suponer que en aquellos tiempos estaría al nivel demográfico de otros pueblos de la montaña catalana. En este punto ya existían las familias que han sido tradicionalmente propietarias de su casa y que normalmente llevaban su nombre. Diversas familias desde el Medievo han emigrado hacia poblaciones mayores; por eso en la patronimia de Ponts y otras villas, en concreto Agramunt, encontramos en el siglo XIV muchos apellidos de persones que procedían del Rialb. Se pueden mencionar los Puig, Cerdañés, Batalla, Vilamaians, Baró, Salinoves, Trilla, Coll, Rialb, Barrat, G. de la Era, Marçol, Gualter, entre otros. Sobre la base de dichos datos, en las citas eventuales que se localizan en varios documentos anteriores de lugares y casas del Rialb, como de los molinos, que en algún tiempo habían sido más de cinco; según las capillas románicas, que siempre solían emplazarse cerca de un manso y estudiando la misma arqueología de la construcción, se puede apuntar que antes de la época de los fogajes y de las epidemias de la segunda mitad del siglo XIV, este territorio estaba tan habitado como lo fue a finales del siglo XVIII, y se contaban unas 60 casas y unas 11 familias más de Gualter.
En 1787, en el censo elaborado por orden del conde de Floridablanca se recogían todos los individuos y sus características estamentarias. Por lo que se refiere al término del Rialb y, en especial a la parroquia de la Torre, la cual comprendía también Pallerols y el Puig, la cifra de habitantes de facto ascendía a 256. La segunda población con mayor número de habitantes era Doncell de San Cristofol, la cual dependía entonces de la parroquia de Sant Martí del Puig, donde vivían 110 personas. A Bellfort había 68 habitantes, a Gualter eran 62 y a Vilaplana 18. El número total de habitantes del que configuraba el actual municipio era, en aquel momento, de 514, 48 de los cuales eran propietarios, 42 eran asalariados, 5 eren sacerdotes y había 1 estudiante y 1 artesano.
A partir de 1845 una reforma tributaria del ministro Alejandro Mon, implantó a los municipios la confección de un Libro de Apeo. El de la Baronia es fechado del julio de 1859 y en él aparece una relación con 210 propietarios autóctonos y 21 de foráneos del T.M. y su domicilio residencial. La población era superior a los 1.500 habitantes aproximadamente.
En 1911, según las estadísticas demográficas y económicas recogidas dentro la Guía Mercantil de la provincia de Lérida, el municipio contaba con 1.244 habitantes de facto y 1.248 habitantes de iure, donde el núcleo más poblado era Gualter con 241 habitants y, a continuación, Politg con 84 habitantes. Desde principios de siglo XX la población ha decrecido y, hoy en día, cuenta con unos 270 habitantes.
| Entidades de población    | Habitantes (2005) |
| ------------------------- | ----------------- |
| Bellfort                  | 21                |
| Gualter                   | 97                |
| El Palau de Rialb         | 11                |
| Pallerols de Rialb        | 28                |
| Politg                    | 22                |
| El Puig de Rialb          | 11                |
| Doncell de San Cristofoll | 10                |
| Sant Martí de Rialb       | 14                |
| La Serra de Rialb         | 31                |
| La Torre de Rialb         | 15                |
| Vilaplana                 | 17                |

| 1900  | 1930 | 1950 | 1970 | 1981 | 1986 |
| ----- | ---- | ---- | ---- | ---- | ---- |
| 1.244 | 962  | 835  | 397  | 298  | 275  |

## Comunicaciones

### Vías de transporte de antaño
Existió un camino de Basella hacia la Conca Dellá, que pasaba por Pallerols de Rialb, Molí Nou, Casa Nova de las Garrigas i Grau de Moles. Uno más antiguo partía de Gualter por la Costa de Sant Joan de Torreblanca, Esbobet de Batlliu, Collet de Benavent, a Morers (Covet). Aparte de Gualter, el resto de la Baronía, hasta aproximadamente 1946, que se empezaron a abrir caminos, prácticamenmte todo el transporte se realizaba a basto con mulas, asnos, caballos, etc.
Sobre el río Segre habían permanecido dos importantes pasos: uno al manso de Sòls de Riu, hoy en día bajo las aguas del embalse de Rialb, y el otro en Gualter. Este primero, en un principio había sido en barca y, posteriormente, de sirga. El segundo, a pie del monasterio de Santa María de Gualter, era más conocido y transitado. Desde mediados del siglo XI en el valle del Segre se comenzó la sustitución de viejas palancas de madera que atravesaban el río para poder alzar puentes de piedra. La existencia del camino de la Conca y el propósito de facilitar los intercambios entre los habitantes de Ponts y los monjes del propio monasterio, conjuntamente con los habitantes de Gualter y del valle del Rialb, propició la construcción de un puente por esta vía. Sin embargo, las periódicas riadas del Segre se habían llevado dicha infraestructura en varias ocasiones. De tal manera, que en 1619 se sustituyó el puente por una barcaza de sirga; un sistema de transbordamiento del río que se mantuvo hasta el primer tercio del siglo XX y que, incluso, recibió elogios del escritor inglés Arthur Young en uno de sus libros:

Bajamos hacia un rico valle y llegamos a Ponts. Hemos pasado el río Segre con una barca mucho más bien preparada para recibir caballos y carruajes que todo lo que he visto en Inglaterra. He atravesado así el Támesis, el Saverna, el Trent; siempre se veían obligados los caballos a saltar a la barca por un paso estrecho, con peligro de romperse las patas; son muchos los que se han matado probando de saltar, y no son menos los bueyes y las vacas. Aquí se puede pasar con carruaje sin desenganchar los animales y sin que nadie se mueva de su sitio. Es una cuerda que se enrolla en un tambor la que dirije la barca.
Arthur Young, Viaje a Cataluña (1787)

Finalmente, el servicio de barcaza dejó de funcionar el 1927 a causa de la construcción del actual puente sobre el Segre.

### Actual red de caminos y carreteras
En la actualidad, la mejora de carreteras y caminos ha permitido una mejor movilidad y acceso en núcleos de población, mansos y alojamientos rurales diseminados de todo el valle, explotaciones agrícolas y ramaderas, etc. La carretera C-1412b, que cruza el municipio de sur a norte durante diecisiete kilómetros, aporta un gran servicio a los autóctonos y forasteros que la recorren, al mismo tiempo que facilita el paso de transporte entre las comarcas de la Cataluña Central con las de la Pallaresa. Durante el trame recorrido por la Baronía, la carretera transcurre por pueblos como Gualter y la Serra de Rialb y da acceso a numerosos caminos.
Por otro lado, la misma C-1412b se bifurca en el punto quilométrico 12,5 y forma otra carretera que va desde el centro al oeste del municipio en dirección al término de Peramola, en el Alto Urgel. Este tramo de unos veintr quilómetros comunica con los núcleos rialpenses del margen izquierdo del río Rialb, mediante un puente a la Torre, como son Politg, Pallerols, Vilaplana y el pueblo de la Clua del municipio de Basella.
Otras infraestructuras menos importantes pero no por eso prescindibles son la carretera perimetral que rodea al embalse o el camino alquitranado que sale desde la Collada de la Santa hacia el Rialb Sobirá, por lo tanto, en dirección a los pueblos de El Puig de Rialb, Sant Martí de Rialb y Doncell de San Cristofoll y, más allá, al congosto de Forat de Bulí y la población de Gavarra que ya pertenece al municipio de Coll de Nargó. También hay caminos que han dejado de ser antiguas rutas mayoritáriamente comerciales o utilizadas durante el exilio de las guerras, para pasar a formar parte de senderos de montaña como el GR-1, que cruza el valle del Rialb de est a oeste.

## Economía
Agricultura de secano.

## Climatología

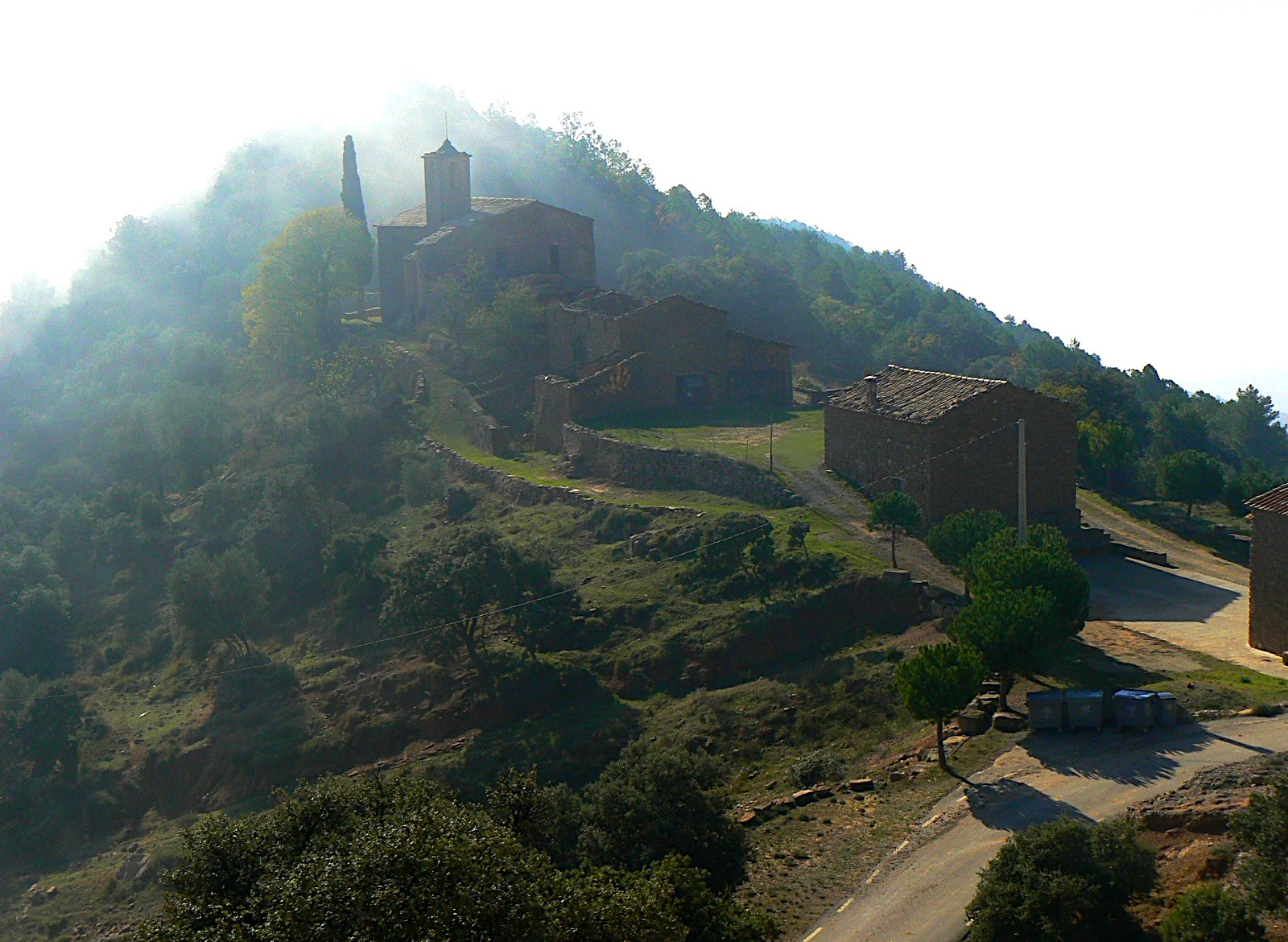
Niebla en Pallerols, a 815 m

En el aspecto climatológico, se incluye el municipio dentro del clima mediterráneo continental de tendencia árida, con un régimen térmico continental semicálido y un régimen de humedad mediterránea seca, cerca de la depresión central catalana, con temperaturas que presentan fuertes oscilaciones entre verano e invierno, que frecuentemente ultrapasan los 30 °C durante la estación estival, y bajan por debajo de los 0 °C en la estación fría. Así pues, plenamente adentrados en los primeros contrafuertes de los Pirineos, el clima es más alpino: más frío en invierno y menos áspero en verano.
En el último decenio, parece denotarse una disminución de las fuertes heladas invernales, características sobre todo de los meses de enero y principios de febrero. Otra dada remarcable del clima de la zona es que, en estaciones como el verano, la sensación de calor y las temperaturas no son tan acusadas en parajes de mayor altitud. Por otro lado, aunque en las hondonadas del municipio y cerca de los valles de los cursos fluviales las nieblas de inverno o matinales de primavera son muy persistentes, en puntos más elevados se disipan más rápidamente y el sol se entrevé durante más horas al día.
La pluviometría de la zona no pasa de los 750 mm de media y los vientos que más soplan son:
- Vientos de poniente:
  - la Morella (O y SO): a menudo en primavera, seco y muy frío;
  - el Pallàs (NO): viento caliente y que vaticina lluvias.
- Vientos de levante: muy frecuente en invierno, húmedos y frescos. No tienen nombres propios.
- Vientos del norte: la Tramuntana, viento especialmente seco y fuerte.
- Ventos del sur: vientos de marina, suaves y húmedos, frecuentes en verano como son la Marinada o el Ripollés.

## Lugares de interés
- Pantano de Rialb.
- Dolmen de Sòls de Riu.
- Monasterio de Santa María de Gualter.
- Iglesia de Santa Eulalia de Pompanyons, de estilo románico.
- Iglesia de Sant Girvés de la Torre, de estilo románico.

## Curiosidades
Un total de 24 ermitas de estilo románico se reparten por la zona, el mayor número en un mismo municipio en Cataluña.

### Información general
- Wikimedia Commons alberga una categoría multimedia sobre Baronía de Rialp.
- Ayuntamiento de Baronía de Rialp (en catalán)
- Información municipal desde el Consorcio del Montsec Archivado el 22 de febrero de 2014 en Wayback Machine.
- Información desde Turismo en la Noguera
- Información en el Patronato de Turismo de Lérida (enlace roto disponible en Internet Archive; véase el historial, la primera versión y la última).
- Información en el Instituto de Estadística de Cataluña
- Capítulo del programa televisivo Espais & Rutes sobre la Baronia de Rialb en Vimeo (en catalán)
- Vamos de excursión: Forat de Bulí en la revista Cavall Fort, edición núm. 1080 Archivado el 31 de enero de 2009 en Wayback Machine. (en catalán)

### Asociacionismo
- Web de la Asociación de amigos del camino de Pallerols de Rialb a Andorra
- Web del Patronato de amigos y protectores del Monasterio de Santa María de Gualter (enlace roto disponible en Internet Archive; véase el historial, la primera versión y la última).

- Datos: Q492548
- Multimedia: La Baronia de Rialb / Q492548